# Las Venturas
 (octobre 2019).
Si vous disposez d'ouvrages ou d'articles de référence ou si vous connaissez des sites web de qualité traitant du thème abordé ici, merci de compléter l'article en donnant les références utiles à sa vérifiabilité et en les liant à la section « Notes et références ».
Las Venturas est une ville fictive inspirée de Las Vegas, aux États-Unis, dans la série de jeux vidéo Grand Theft Auto. Une seule version est pour le moment apparue physiquement dans la série, à savoir dans GTA San Andreas (univers 3D) ; il s'agit d'une des trois villes principales, avec Los Santos et San Fierro, composant l'État de San Andreas.
Bien que non présente, la ville est citée à différentes reprises dans les opus se déroulant dans l'univers HD (de Grand Theft Auto IV à Grand Theft Auto V).

## Étymologie
« Las Venturas » signifie en espagnol « Les aventures » et peut faire référence aux fameux casinos de Las Vegas (littéralement « Les prairies ») et la possibilité qu'ils offrent de s'enrichir rapidement, tout comme le luxe de la ville, baptisée également « Sin City » (la « Ville du Péché ») et « City without Clocks » (« la Ville sans horloge »).
Le nom a volontairement pour initiales « L.V. » afin de coller au mieux à la cité névadaine, connue également sous ce surnom.

## Univers 3D
Absente des premiers opus ayant lieu dans l'univers 2D, Las Venturas fait sa première apparition dans GTA San Andreas. Elle fait partie, avec Los Santos et San Fierro, des trois villes principales composant l'État de San Andreas.

### Géographie
Las Venturas est une ville située au beau milieu du désert et est entouré de villes comme Fort Carson, El Quebrados, Bayside, Las barrancas et Las paysadas. Contrairement aux autres villes, Las Venturas est riche. Sa richesse est tirée exclusivement grâce aux nombreux casinos qui sont dans cette ville. Dans ces casinos, on trouve toutes sortes de jeux : Du Poker à l'incontournable Roue de la fortune, en passant par la Roulette... La ville a aussi de nombreuses infrastructures.

### Quartiers et références à Las Vegas
Le quartier le plus populaire et le plus important sur lequel l'économie de Las Venturas repose en grande partie est "The Strip", inspiré du Las Vegas Strip.
Il comporte beaucoup de casinos et d'hôtels tout au long de la rue, dont Excalibur Hotel and Casino (Come-a-Lot dans le jeu), The Sphinx and pyramid of the Luxor Hotel (The Camel's Toe), Treasure Island (Pirates In Men's Pants), The Mirage (The Visage), Circus Circus (The Clown's Pocket), Hard Rock Hotel and Casino (V-Rock Hotel, nommé comme la radio de Grand Theft Auto: Vice City), Flamingo Las Vegas (The Pink Swan), Imperial Palace (Four Dragons Casino), ou encore Caesars Palace (Caligula's Casino). Il existe d'autres casinos, comme The Starfish Casino, ou The High Roller, aussi The Royal Casino.
Les autres quartiers ordinaires semblables à Las Vegas, même si la présence de certains quartiers comme Backfield, un quartier dédié aux motards, est à signaler. Il existe également beaucoup de quartiers commerciaux comme Roca Escalante ou Creek. Un gros complexe pétrolier et militaire est près de la ville. Il n'y a pas vraiment de monuments proprement dit, mais surtout des casinos à voir.

### Transports
La ville de Las Venturas étant la plus riche de l'État de San Andreas, les véhicules sont tous plus élégants les uns que les autres, notamment sur The Strip (voitures de courses, limousines, motos à l'allure sportives...)

#### Réseau routier
Une grande autoroute entoure la ville, notamment pour se diriger à Bayside Marina, au nord-ouest de la ville, où l'on peut emprunter le Gant Bridge, un pont ressemblant au Golden Gate Bridge, pour se rendre à San Fierro. Un autre pont permet de se diriger vers la partie sud de l'État et vers Los Santos, où les forêts, les champs et les campagnes sont plus présentes.
Plusieurs routes secondaires et routes principales sont dispersées dans tout le désert, avec plusieurs villages.

#### Réseau ferroviaire
Il y a trois routes ferroviaires dont une au nord et deux au sud-est de la ville : Yellow Bell Station et Linden Station.

#### Réseau aérien
Il y a un aéroport au centre de la ville, appelé "Las Venturas and Bone County Airport". L'architecture de l'aéroport ressemble fortement à l'aéroport international McCarran de Las Vegas. Dans le jeu, c'est le plus grand aéroport de l'État de San Andreas. Le plus grand avion du jeu, un avion de ligne (AT-400), est garé dans un hangar au sud-est de l'aéroport et est à disposition du joueur.

#### Réseau maritime
Bayside Marina est équipée d'un petit port commercial, mais Las Venturas n'est pas équipée de port de marchandises, car la ville est dans le désert.

### Personnalités liées à la commune
- Mike Toreno : Agent gouvernemental infiltré dans diverses organisations criminelles, il faillit découvrir au péril de sa vie le potentiel dévastateur de CJ. Depuis son ranch dans le Bone County, il utilise le héros pour des missions périlleuses en échange de la libération de son frère, Sweet.
- Millie Perkins : Une des petites amies de Carl adepte du sado-masochisme. C'est la seule pour qui CJ doit prêter une véritable attention. En effet, de sa relation amoureuse avec elle dépend son infiltration dans le Caligula's Casino, dont elle possède une carte d'accès. Elle possède aussi une Golf (voiture) rose.
- Ken "Rosie" Rosenberg : Avocat des familles mafieuses présente à Las Venturas, il a le cerveau ravagé par la drogue et subit une constante pression de la part de ses employeurs, ce qui le rend extrêmement nerveux et paranoïaque. Ce que CJ aime particulièrement exploiter.
- Salvatore Leone : Parrain de la famille Leone, la plus puissante organisation mafieuse de la ville. Il aurait bien aimer avoir Carl à son service plutôt que l'inverse.

### Gangs
Six gangs sont répartis dans la ville de Las Venturas, ce sont des mafias ou des triades contrôlant des casinos. À noter que Las Venturas est la seule ville dans GTA où il n'y a pas de gangs de rue. Les 5 mafias se partagent le casino, et elles veulent détruire leur grand concurrent : The Four Dragon's Casino, contrôlé par les Triades de Woozie.

#### Cinq familles mafieuses
Cinq Mafia différentes se partagent la lutte à Las Venturas (de la plus importante à la moins importante) :

##### Mafia Leone
- Leader : Salvatore Leone
- Type de gang : Mafia
- Origine : Sicilienne
- Couleur : Noir
- Armes utilisées : MP5, Colt M4
- Véhicules préférés : Sentinel
- Territoires :  Caligula's Casino et Liberty City
- Gang alliés : Aucun à San Andreas

La famille Leone est directement inspirée de la Famille mafieuse Corleone, elle aussi originaire de Sicile et utilise vivement la couleur noire. La famille Leone est l'une des trois mafias siciliennes de l'univers GTA III. Basée à Liberty City, Salvatore Leone se partage les parts du Caligula's Casino de Las Venturas avec deux autres familles mafieuses. Cependant, il souhaite trouver la bonne occasion pour devenir le seul parrain de San Andreas.

##### Mafia Sindacco
- Leader : Johnny Sindacco
- Type de gang : Mafia
- Origine : Sicilienne
- Couleur : Aucune
- Armes utilisées : pistolet 9 mm, micro-uzi, MP5,
- Véhicules préférés : Admiral
- Territoires : Abattoir, Usine de Jetons, Caligula's Casino
- Gangs Alliés :  Ballas

La famille Sindacco est considérée comme la plus faible des familles siciliennes de Liberty City. Elle est cependant plus présente que les autres à Las Venturas. Elle y possède, en plus de ses parts dans le Caligula's Casino, un abattoir à viande et une usine de jetons. C'est Johnny Sindacco, le leader, qui va provoquer la chute des familles à Las Venturas en s'attaquant à Woozie et Carl, jeunes propriétaires du The Four Dragons Casino. Certains membres peuvent être vus à la fin du jeu, en compagnie des Ballas dans le palais de Big Smoke.

##### Mafia Forelli
- Leader : Giorgio Forelli
- Type de gang : Mafia
- Origine : Sicilienne
- Couleur : Noir
- Armes utilisées : Remington 870, AK-47, micro-Uzi
- Véhicules préférés : Sentinel
- Territoires :  Caligula's Casino
- Gangs Alliés : Aucun à San Andreas

Troisième famille propriétaire du Caligula's Casino, la famille Forelli vient elle aussi de Liberty City. Après la première attaque portée par Carl contre les Sindacco, Giorgio Forelli enverra de nombreux hommes pour tenter de prendre le contrôle de Las Venturas. Salvatore Leone, mais surtout CJ, seront vraiment les plus forts.

##### Mafia russe
- Leader : Andrei
- Type de gang : Mafia
- Origine : Russe
- Couleur : Noir
- Armes utilisées : micro-Uzi et 9mm
- véhicules préférés : Amiral, Sentinel
- Territoires : Los Santos et Las Venturas
- Gangs Alliés : Ballas

Quatrième famille de la Mafia et propriétaire du Caligula's Casino qui a envahi la ville après la mort de leur chef et cherchent avec l'aide des autres familles à s'emparer de la ville et à se débarrasser des triades qui contrôlent The Four Dragon Casino, mais ils se feront chasser de la ville par CJ et les Triades chinoises. Ils sont vus dans la mission finale où CJ les affronte dans le troisième étage dans le salon des ballas où ils tentent de barrer la route à CJ ; après cela, les Russes ne font plus aucune apparition dans le jeu et sont chassés de San Andreas pour de bon.

##### Triades chinoises de Las Venturas
- Leader : Wu Zi Mu, Ran Fa Li
- Type de gang : Mafia/Triades chinoises.
- Origine : Chinoise
- Couleurs du gang : Noir
- Armes utilisées : AK-47, pistolet 9 mm
- Véhicules préférés : Sultan, mais ne circulent pas à Las Venturas
- Territoires : The Four Dragons Casino
- Gangs alliés : Orange Grove Famillies

Quand Woozie s'installe à Las Venturas pour y imposer son casino, c'est une guerre entre la Triade et la Mafia qui commence. Woozie envisage de braquer le Caligula's Casino, et de le ruiner. Il sera aidé par Carl Johnson

## Univers HD
Bien que non présente pour le moment dans les opus se déroulant dans l'univers HD, initié en 2008 avec Grand Theft Auto IV, certaines références à la ville de Las Venturas sont toutefois présentes dans cet univers, que ce soit avec des publicités, des faux sites Internet ou bien des dialogues.
Ainsi, dans GTA IV, un panneau de la compagnie aérienne FlyUS propose un billet pour Las Venturas à 200 dollars, et une émission de télévision sur le poker se nomme le Venturas Poker Challenge ; dans The Ballad of Gay Tony, le hall de la tour Rotterdam mentionne sur un panneau de marbre les villes de Vice City, Los Santos, San Fierro et Las Venturas ; ou encore, dans Grand Theft Auto V, des tickets à gratter aux couleurs de la ville sont présents dans différents magasins et il est fait mention, sur la station Radio Los Santos, d'un match de hockey entre l'équipe locale et celle de Las Venturas.
À noter que Grand Theft Auto V et Online se déroulent sur une large île présentée comme la partie sud de l'État de San Andreas, comprenant Los Santos et son comté ainsi que Blaine County, signifiant que les villes de Las Venturas et San Fierro ne sont plus reliées à Los Santos comme dans l'univers 3D.
Par ailleurs, en plus de l'émission télévisée dans GTA IV, une plaque d'immatriculation dans GTA Online semble indiquer que la ville se situe désormais dans un autre État que San Andreas.